# Орао у хералдици
Орао је један од најчешћих и најраспрострањенијих мотива у хералдици. Најчешћи је мотив из света птица и представља цара над птицама, као што је лав међу животињама. У хералдици се појављује и двоглави орао, као специфичан израз достојанства и метафизичког. Врло је важан начин на који је орао представљен тј. положај у коме је приказан на грбу.
Разни положаји орла: eagle close; eagle rising, wings elevated & addorsed; Орао, крила подигнутих и повијених (eagle rising, wings addorsed & inverted); eagle rising, wings displayed & inverted; eagle displayed with wings inverted, Наполеонски орао (Napoleonic eagle)...

## Државни грбови
Орлове у свом грбу имају САД, Аустрија, Чешка, Румунија и Пољска.
Двоглави орао појављује се на грбовима Русије, Србије, Црне Горе и Албаније.

## Примери
- eagle rising, wings elevated & displayed
- eagle displayed

### Орао - женски облик
Женски облик „орао“ (уместо (једноглави) орао) је особеност чешке хералдичке номенклатуре, наприклад Моравски орао (сребрно-црвени карирани орао са златном круном и оклопом (тј. кљуном, језиком и канџама) на плавом штиту).

### Пламтећи орао
Посебан случај орла је пламени орао, који се налази у грбу кнежевске и краљевске династије Пшемисловићи која је владала Бохемијом и Моравском, понекад се назива и орао Светог Вацлава (сватовацлавска на чешком). Такође се појављује на амблемима неких градова.